# Athyrium mehrae
Athyrium mehrae là một loài thực vật có mạch trong họ Woodsiaceae. Loài này được Bir miêu tả khoa học đầu tiên năm 1962.